# La Trinité-des-Laitiers
La Trinité-des-Laitiers település Franciaországban, Orne megyében. Lakosainak száma 64 fő (2022. január 1.). La Trinité-des-Laitiers Cisai-Saint-Aubin, Saint-Evroult-de-Montfort, Saint-Evroult-Notre-Dame-du-Bois, Le Sap-André és Touquettes községekkel határos.

## Népesség
A település népességének változása:
| Lakosok száma | 91   | 83   | 82   | 66   | 63   | 60   | 57   | 60   | 64   |
|               | 2013 | 2015 | 2016 | 2017 | 2018 | 2019 | 2020 | 2021 | 2022 |